# Shadow the Hedgehog
Shadow the Hedgehog (シャドウ・ザ・ヘッジホッグ Shadou za Hejjihoggu) er en fiktiv figur, kendt fra Sonic the Hedgehog-serien. Shadow kan ved hjælp af Kaos Smaragderne beherske Kaos Kontrollen (Chaos Control), hvor han kan stoppe tiden i et øjeblik, så det ser ud som om han bevæger sig ved højhastighed.
Shadow minder meget om Sonic, da de begge er pindsvin der kan løbe hurtigt, men er stadig en ligmodsætning til Sonic. Sonic drager altid ud på eventyr og morer sig, men Shadow vil bare finde sit formål i livet. Shadow kan betegnes som en anti-helt, han kan nemt arbejde sammen med Team Sonic eller Dr. Eggman, alt afhæning af hvad der passer med hans mål. Han føler sig også fortabt efter at have mistet den person som betød mest for ham, en lille pige ved navn er Maria. Men senere finder han nye venner, inklusiv flagermusen Rouge og robotten E-123 Omega, som sammen danner et hold ved navn Team Dark. Han kan også være fjender med Sonic, hvis han står i vejen for hans mål. 
Shadow var skabt af to personer, videnskabs-manden Gerald Robotnik, og rumvæsnet Black Doom. Professoren Gerald begyndte ideen med Projekt Shadow, og skabte ham for at hjælpe verden med at få en bedre fremtid, hvor Black Doom hjalp ham med at bringe Shadow til live, ved at giv ham noget af hans blod. Men Black Dooms intentioner med Shadow var anderledes. Han ville netop bruge Shadow til at hjælpe ham med at udslette verden. I Shadow the Hedgehog, får Shadow et valg mellem at arbejde for Black Doom eller at beskytte verden som han lovede Maria.
| Spilfigurer | Spire Denne spilfigur-relaterede artikel er en spire som bør udbygges. Du er velkommen til at hjælpe Wikipedia ved at udvide den. |